# Gemeentehuis van Onze-Lieve-Vrouwe-Waver

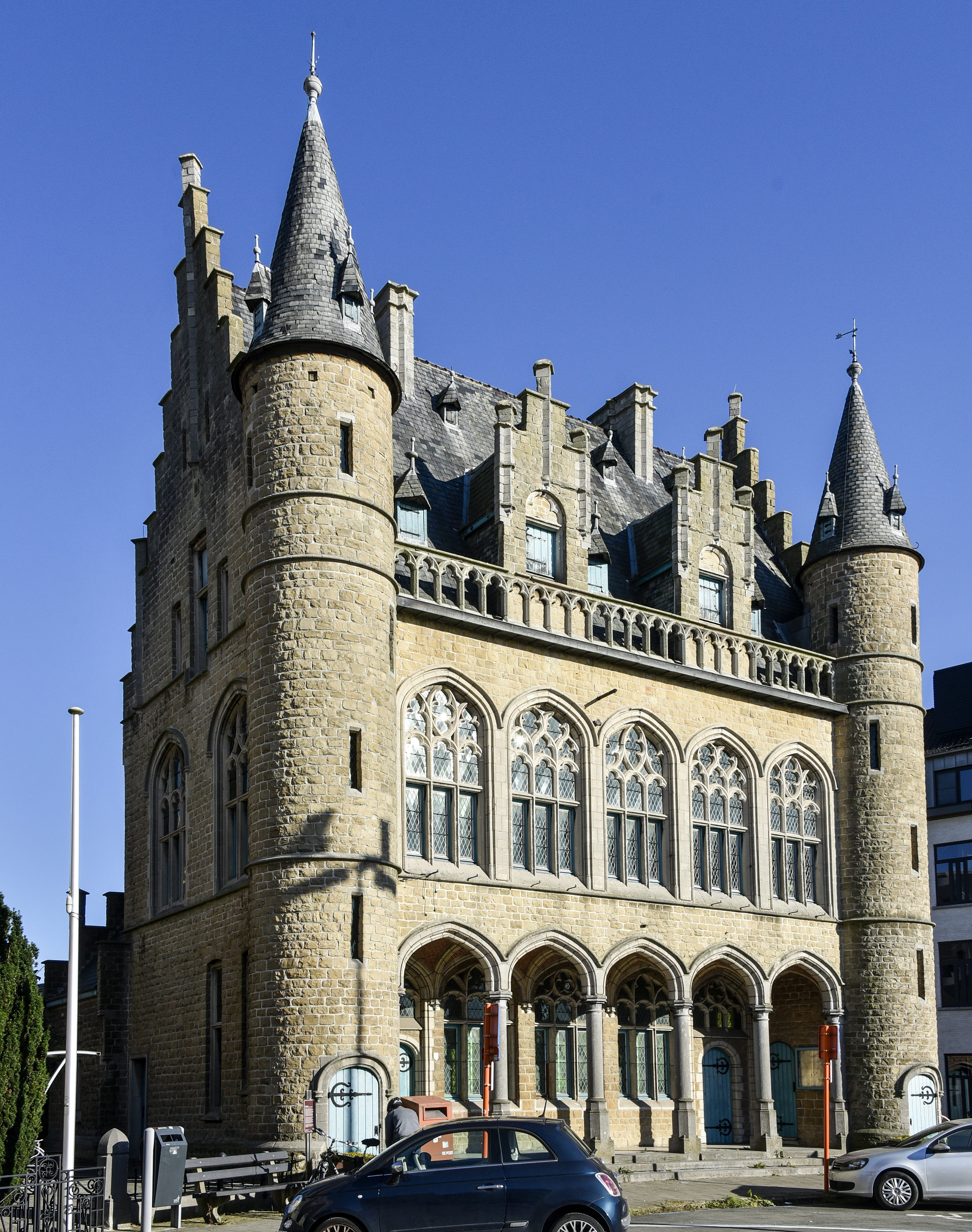
Het voormalige gemeentehuis (1910) van architect van Edward Careels

Het voormalige Gemeentehuis van Onze-Lieve-Vrouw-Waver aan de Dorpsstraat in Onze-Lieve-Vrouw-Waver is een neogotisch bouwwerk dat in 1830 is gebouwd, toen het dorp nog een onafhankelijk gemeente was.
Het pand is aangeduid als beschermd stads- of dorpsgezicht, intrinsiek Parochiekerk Onze-Lieve-Vrouw met omgeving (1981), beschermd monument (2003) en bouwkundig erfgoed (2019). Het staat dan ook op de lijst van onroerend erfgoed in Sint-Katelijne-Waver.
Het gebouw verloor zijn oorspronkelijke functie toen Onze-Lieve-Vrouw-Waver ingelijfd werd bij de gemeente van Sint-Katelijne-Waver. Het diende toen als postkantoor en sinds 2018 huist het diverse publieke functies, waaronder Documentatiecentrum Marcel Dillen.

## Beschrijving
Het gotische gebouw is uit natuurstenen opgebouwd en bestaat uit vijf plus twee traveeën en twee bouwlagen onder leien zadeldak, waarvan de nokrichting parallel aan de straat is. Het heeft kleine dakkapellen en sierschouwen, en aan westzijde hogere, ronde hoektorens met steigergaten en pseudo-schietgaten onder een leien spits. De lijst- en trapgevels zijn horizontaal geritmeerd door kordons. De rechthoekige vensters en spitsbogige meerlichten bevatten glas-in-lood ramen en zijn geplaatst onder een geprofileerde waterlijst.
De voorgevel is gedetailleerd met een gedrukte spitsbooggalerij op hardstenen zuilen en bekronende balustrade met driepasmotief. De dakvensters zijn getrapt met overhoekse fioelen. Er is een brede korfboogdeur onder spitsboogvormig bovenlicht met maaswerk, en hoektorens met rondboogdeurtjes onder geprofileerde waterlijst. Aan de oostzijde bevinden zich lagere, haakse aanbouwsels met trapgevels.

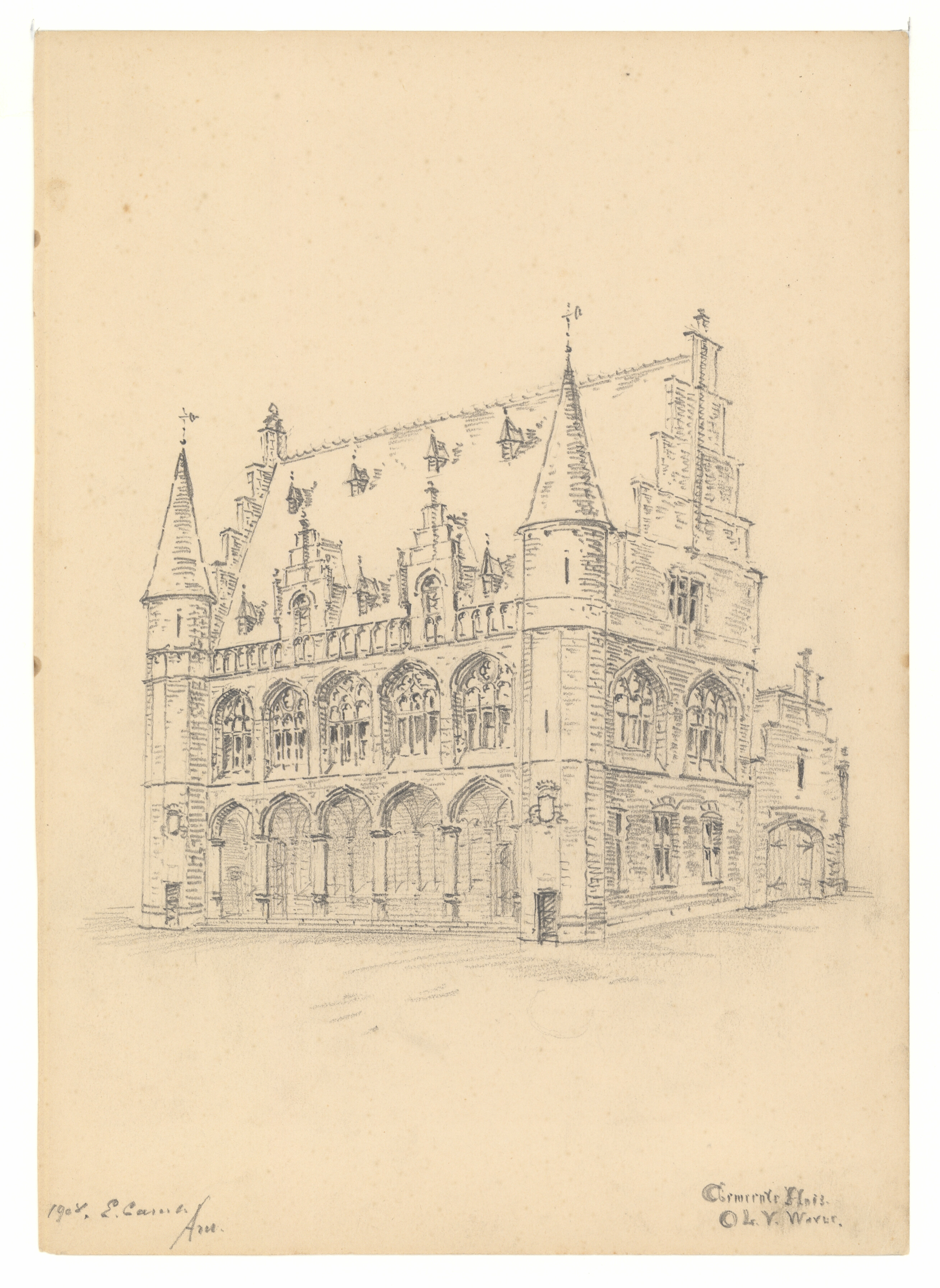
Tekening van het gemeentehuis door architect Edward Careels. Collectie VAi - Collectie Vlaamse Gemeenschap

## Historiek
Het gebouw was van oorsprong een gemeentehuis, gelegen ter plaatse van de gildekamer van de Sint-Sebastiaansgilde met dorpshuis en herberg.
In 1829-1830 werd het vervangen door een gemeentehuis met school en onderwijzerswoning naar ontwerp van architect Charles Drossaert. In 1910 werd het herbouwd tot een neogotisch gebouw naar ontwerp van Edward Careels. Na de schade in de Eerste Wereldoorlog werd het in 1921-1922 door dezelfde architect gerestaureerd. De volgende restauratie was in 1995 door J. Serneels. Aan het eind van de twintigste eeuw diende het als postkantoor.

## Huidige functies
Op de begane grond en eerste verdieping van dit voormalig gemeentehuis bevindt zich sinds 2018 de gemeentelijk documentatiecentrum Marcel Dillen, een samenwerking van de gemeente Sint-Katelijne-Waver en heemkundige vereniging Erf en Heem die een erfgoedcollectie beheren.
Dit documentatiecentrum werd in 1987 opgericht aan de Borgersteinlei in  Onze-Lieve-Vrouw-Waver. Om de collectie naar een breder publiek te brengen werd in 2012 aan digitalisering gewerkt en kwam de collectie deels online. In 2018 was het pand uitgeleefd en verhuisde het documentatiecentrum naar het huidige pand.
In de collectie, dat toegankelijk voor het publiek is, bevindt zich de doop-, huwelijks- en overlijdensregisters en alfabetische naamlijsten van documenten die openbaar zijn. Overlijdensaktes worden openbaar na 50 jaar, huwelijksaktes na 75 jaar en geboorteaktes na 100 jaar. Het documentatiecentrum bewaart gegevens van meer dan 22 parochies en 25 gemeenten. Voorts is er informatie over Sint-Katelijne-Waver en zijn geschiedenis.